# Атуле
Атуле (лат. Atule mate) — вид морских лучепёрых рыб из монотипического рода Atule семейства ставридовых (Carangidae). Широко распространены в тропических и тёплых умеренных водах Индо-Тихоокеанской области. Максимальная длина тела 30 см. Морские пелагические рыбы. Имеют промысловое значение.

## Описание
Тело удлинённое, овальной формы, немного сжато с боков. Высота тела составляет 26,4—31,4 % стандартной длины тела. Верхний и нижний профили тела немного выпуклые, сходны по форме. Рыло заострённое. Глаза умеренной величины, их диаметр короче длины рыла; почти полностью закрыты жировым веком; остаётся открытой только небольшая вертикальная щель в центре глаза. Окончание верхней челюсти доходит до вертикали, проходящей через переднюю треть глаза. Зубы на обеих челюстях мелкие, расположены в один ряд; на передней части верхней челюсти 2—3 ряда небольших клыковидных зубов. На первой жаберной дуге 34—43 жаберные тычинки, из них на верхней части 11—13, а на нижней части 24—30 жаберных тычинок. Край вторичного пояса грудного плавника (cleithrum) гладкий, без бугорков. Есть ворсинковидные зубы на сошнике, нёбе и средней части языка. Два спинных плавника. В первом спинном плавнике 8 жёстких лучей, а во втором — 1 жёсткий и 22—25 мягких лучей. В анальном плавнике 1 колючий и 18—21 мягкий луч, перед плавником расположены 2 колючки. Колючий спинной плавник относительно высокий; высота самой длинной колючки примерно равна высоте передней мягкой доли второго спинного плавника. Последний мягкий луч спинного и анального плавников удлинён, примерно в 2 раза длиннее предшествующих лучей, немного отделен от остальных лучей, но связан с ними мембраной. Грудные плавники длинные, серповидной формы; в прижатом состоянии окончание плавника доходит до точки перехода выгнутой части боковой линии в прямую. Боковая линия делает высокую дугу в передней части, а затем идёт прямо до хвостового стебля. Длина хорды выгнутой части боковой линии укладывается 1—1,4 раза в длину прямой части. В выгнутой части 39—57 чешуй; в прямой части 0—10 чешуек и 36—49 костных щитков. Хвостовой плавник раздвоенный. Позвонков: 10 туловищных и 14 хвостовых.
Тело яркого оливково-зелёного цвета в верхней части, становится желтовато-зелёным по бокам и беловатым в нижней части. По телу проходят 9—10 вертикальных серых полос, ширина которых превышает расстояние между ними. На верхнем краю жаберной крышки расположено чёрное пятно, несколько меньше диаметра глаза. Спинные и хвостовой плавники зеленовато-жёлтые; анальный плавник бледно-жёлтый; грудные и брюшные плавники беловатые.
Максимальная длина тела — 30 см, обычно до 26 см.

## Биология
Морские пелагические рыбы. Обитают в прибрежных водах в мелководных заливах и манграх на глубине 1—80 м, заходят в эстуарии. Образуют небольшие стаи, иногда встречаются поодиночке. Питаются в дневные часы; молодь питается преимущественно ракообразными, а взрослые особи — рыбами и головоногими. Самцы и самки атуле созревают при длине тела около 17 см. Нерестятся в апреле — мае и январе — феврале. Абсолютная плодовитость варьирует от 63 до 161 тысячи ооцитов.

## Ареал
Широко распространены в Индо-Тихоокеанской области от Южной Африки вдоль побережья восточной Африки (включая Мадагаскар и Сейшельские острова) до Красного моря и Персидского залива; далее на восток вдоль побережья южной и юго-восточной Азии до Индонезии и Филиппин; на север до юга Японии; на юг до севера Австралии и Новой Каледонии. Встречаются в центральной части Тихого океана: Французская Полинезия, Гавайские острова.

## Хозяйственное значение
Промысловая рыба. Мировые уловы в 2000—2011 годах варьировали от 26 до 1723 тонн, максимальный вылов в 1723 тонны зарегистрирован в 2011 году. Больше всех ловит Саудовская Аравия. Ловят тралами, ярусами и разнообразными кустарными орудиями лова. Реализуются в свежем, солёном и вяленом виде.